# Nguyễn Minh Phương
Nguyễn Minh Phương (Đồng Nai, 5 luglio 1980) è un ex calciatore vietnamita, di ruolo centrocampista.

## Carriera

### Club
Ha giocato nella prima divisione vietnamita. In carriera ha anche giocato una partita in AFC Champions League.

### Nazionale
Ha partecipato alla Coppa d'Asia 2007.

## Palmarès

### Club

#### Competizioni nazionali
- V League 1: 1

Ðà Nẵng: 2012
- Supercoppa del Vietnam: 1

Ðà Nẵng: 2013